# Dick the Bruiser
William Fritz Afflis, maggiormente noto con il ring name Dick the Bruiser (Delphi, 27 giugno 1929 – Tampa, 10 novembre 1991), è stato un giocatore di football americano e wrestler statunitense.

## Carriera

### Football americano
Nei primi anni cinquanta, Afflis militò nella NFL giocando nei Green Bay Packers come "uomo di linea".

### Wrestling professionistico

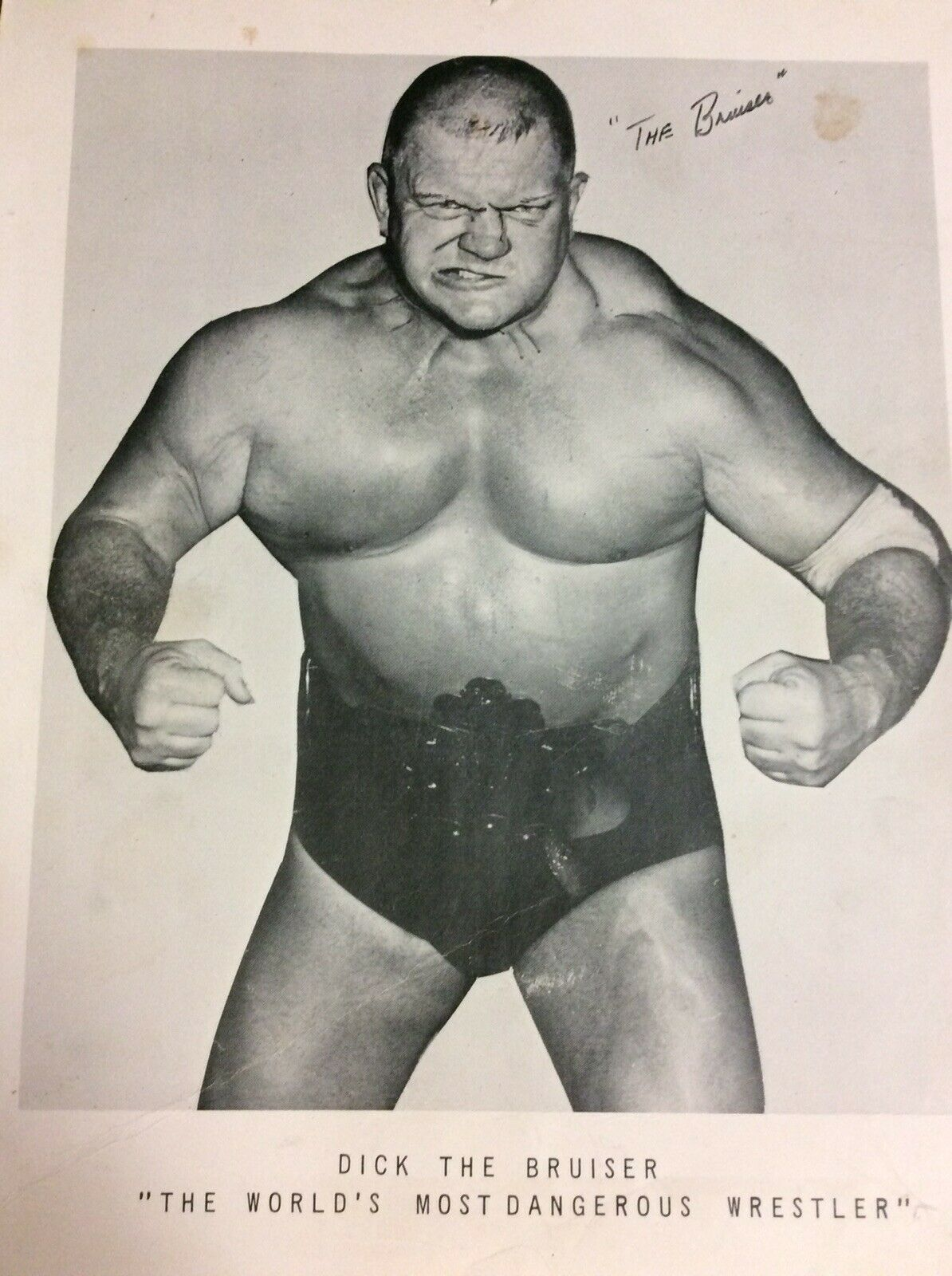
Dick The Bruiser nel 1969

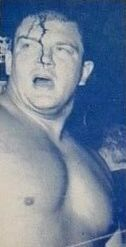
Dick The Bruiser nel 1959

Afflis iniziò la propria carriera di lottatore a Chicago nel 1955 utilizzando il ring name "The Bruiser" (termine anglosassone per definire una persona dura ed aggressiva amante delle risse) e scontrandosi con stelle di prima grandezza quali Verne Gagne e Lou Thesz. Lottava principalmente nella zona di Detroit dove ebbe una discreta fama. Il suo era un atteggiamento tipicamente heel e i suoi avversari principali erano solitamente "giovani esordienti ancora sconosciuti" che egli avrebbe letteralmente "polverizzato". Una delle sue rare sconfitte fu per mano di Cowboy Bob Ellis. Tuttavia, in due rematch con Ellis svoltisi all'Olympia di Detroit, The Bruiser uscì vittorioso.
Insieme al socio Wilbur Snyder, nel 1964 acquistò la sottosezione di Indianapolis dell'NWA da Jim Barnett. Afflis ribattezzò la compagnia World Wrestling Association (WWA) e si autoproclamò Campione della federazione. La WWA era in stretti legami d'affari con la più importante AWA (di proprietà di Verne Gagne), e le due compagnie si scambiavano spesso i talenti. Questo accordo beneficiò entrambe le federazioni e permise a Dick the Bruiser di avere svariati regni come AWA Tag-Team Champion, principalmente in coppia con The Crusher (Reginald Lisowski), presentato come suo "cugino". The Bruiser fu il primo a soprannominare "Weasel" il manager Bobby Heenan mentre questi militava nella WWA. La World Wrestling Association resistette fino al 1989, quando fu costretta a chiudere i battenti per la concorrenza troppo forte da parte della World Wrestling Federation.
Dopo il ritiro, Afflis divenne commentatore televisivo per la Gorgeous Ladies of Wrestling, fondata da David McLane. Lavorò anche come scopritore di talenti per la World Championship Wrestling, e fu l'arbitro ospite d'onore durante Starrcade 1990 nel main event tra Sting e Black Scorpion.

## Morte
Il 10 novembre 1991 Afflis morì a causa di un'emorragia interna. La vedova, Louise, disse che il marito stava allenandosi in casa con i pesi insieme al figlio adottivo, Jon Carney, e per lo sforzo si ruppe un vaso sanguigno nell'esofago. William Afflis è sepolto nel Washington Park North Cemetery di Indianapolis. Nel 1994 è stato introdotto postumo nella WCW Hall of Fame.

## Nei media
Nel 1974 recitò insieme a The Crusher nel film Bestione superstar diretto da Jim Westerman.

## Personaggio

### Mosse finali
- Atomic drop
- Diving knee drop

### Soprannomi
- "Bruiser"
- "The World's Most Dangerous Wrestler"

## Titoli e riconoscimenti
- American Wrestling Alliance
  - AWA World Tag Team Championship (2) – con Wilbur Snyder[2]
- American Wrestling Association
  - AWA World Heavyweight Championship (1)[3]
  - AWA World Tag Team Championship (5) – con The Crusher[4]
  - World Heavyweight Championship (Omaha version) (1)[5]
  - AWA United States Heavyweight Championship (1)
- Japan Wrestling Association
  - NWA International Tag Team Championship (1) – con The Crusher[6]
- NWA Chicago
  - NWA United States Heavyweight Championship (Chicago version) (1)[7]
  - NWA World Tag Team Championship (Chicago version) (1) – con Gene Kiniski
- NWA Detroit
  - NWA United States Heavyweight Championship (Detroit version) (4)
- NWA Mid-Pacific Promotions
  - NWA United States Heavyweight Championship (Hawaii version) (1)[8]
- Pro Wrestling Illustrated
  - PWI Tag Team of the Year (1972) con The Crusher
- Professional Wrestling Hall of Fame
  - (Classe del 2005) – Tag Team con Crusher
  - (Classe del 2011) – Television Era[9]
- St. Louis Wrestling Club
  - NWA Missouri Heavyweight Championship (3)[10]
- St. Louis Wrestling Hall of Fame
  - (Classe del 2007)
- World Championship Wrestling
  - WCW Hall of Fame (Classe del 1994)[11]
- World Wrestling Association
  - WWA World Heavyweight Championship (13)[12]
  - WWA World Tag Team Championship (15) – con The Crusher (6), Wilbur Snyder (3), Bruno Sammartino (1), Bill Miller (1), Spike Huber (1), Jeff Van Kamp (1), Bobby Colt (1) e Calypso Jim (1)[13]
- Worldwide Wrestling Associates
  - WWA World Heavyweight Championship (1)[14]
- Wrestling Observer Newsletter
  - Wrestling Observer Newsletter Hall of Fame (Classe del 1996)
- Altri titoli
  - World Heavyweight Championship (Georgia version) (1)[15]